# Urs Kälin
Urs Kälin (* 26. Februar 1966 in Bennau bei Einsiedeln) ist ein ehemaliger Schweizer Skirennfahrer. Er war auf die Disziplinen Riesenslalom und Super-G spezialisiert. Er gewann eine olympische Medaille, zwei Medaillen bei Weltmeisterschaften und drei Weltcuprennen.

## Biografie
Kälin ist der Neffe des Skispringers Sepp Zehnder und war in seiner Jugend vielseitig sportlich talentiert. Das Skifahren erlernte er im Alter von vier Jahren, er versuchte sich aber auch als Skispringer, bis er sich als 13-Jähriger für den alpinen Skisport entschied. Nebenbei war er auch ein herausragender Ringer und war massgeblich daran beteiligt, dass die Ringerriege Einsiedeln den Aufstieg in die Nationalliga A schaffte. Aufgrund einer Knieverletzung gab er das Ringen jedoch 1985 auf. Damals gehörte er bereits dem Nachwuchskader des Schweizerischen Skiverbands an, im Alter von 21 Jahren stieg er in den A-Kader auf. Sein erstes Weltcup-Rennen bestritt er am 19. Januar 1988 in Saas-Fee, wo er im Riesenslalom den 32. Platz belegte. Die ersten Weltcuppunkte (damals nur für die besten 15) holte er am 17. Januar 1989 mit Platz 11 im Riesenslalom von Adelboden.
Für eine grosse Überraschung sorgte Kälin am 30. November 1989, als er völlig unerwartet den Riesenslalom von Waterville Valley gewann, vor Lars-Börje Eriksson und Günther Mader. Im weiteren Verlauf des Winters blieben Spitzenplatzierungen aus, der er dauernd an Rückenschmerzen litt. Zum Auftakt der Saison 1990/91 fuhr er in Alta Badia und Kranjska Gora auf Platz 2 und musste sich beide Male nur Alberto Tomba geschlagen geben. Bei den Weltmeisterschaften 1991 in Saalbach-Hinterglemm gewann er hinter Rudolf Nierlich die Silbermedaille im Riesenslalom. Im Weltcupwinter 1991/92 fokussierte sich Kälin vermehrt auf die Disziplin Super-G und erzielte je einen zweiten und dritten Platz. Enttäuschend verliefen hingegen die Olympischen Winterspiele 1992 in Albertville, wo er im Super-G lediglich den 14. Platz belegte.
Aufgrund erneuter Kniebeschwerden kam Kälin im Winter 1992/93 nicht über einen elften Platz hinaus. Die einzige Ausnahme bildeten die Weltmeisterschaften 1993 in Morioka, wo er entgegen dem bisherigen Saisonverlauf im Riesenslalom Vierter wurde und eine Medaille nur knapp verpasste. In der Saison 1993/94 war ein fünfter Platz sein bestes Weltcupergebnis. Bei den Olympischen Winterspielen 1994 in Lillehammer zeigte er die beste Leistung des gesamten Winters und gewann im Riesenslalom die Silbermedaille, wobei er auf Olympiasieger Markus Wasmeier lediglich zwei Hundertstelsekunden verlor. In der Saison 1994/95 begann er sich fast ganz auf den Riesenslalom zu fokussieren, was ihm einen zweiten Platz in Alta Badia einbrachte.
Besonders erfolgreich verlief für Kälin die Weltcupsaison 1995/96. Er gewann die Riesenslaloms von Flachau und Hafjell, wurde in Adelboden und Hinterstoder jeweils Zweiter sowie in Tignes und Vail jeweils Zweiter. In der Disziplinenwertung belegte er den zweiten Platz hinter Michael von Grünigen, in der Gesamtwertung den neunten Platz. Eine weitere Silbermedaille gewann er im Riesenslalom bei den Weltmeisterschaften 1996 in der Sierra Nevada (hinter Tomba). Ein weiterer zweiter Platz kam zu Beginn der Saison 1996/97 in Breckenridge hinzu. In der Folge verlor Kälin allmählich den Anschluss an die Weltspitze, auch wenn er ab und zu Ergebnisse unter den besten zehn erzielte und auch an den Olympischen Winterspielen 1998 in Nagano teilnahm. Sein letztes Weltcuprennen bestritt er am 10. März 2001 in Åre.

## Erfolge

### Olympische Spiele
- Albertville 1992: 14. Super-G
- Lillehammer 1994: 2. Riesenslalom
- Nagano 1998: 12. Riesenslalom

### Weltmeisterschaften
- Vail 1989: 14. Riesenslalom
- Saalbach-Hinterglemm 1991: 2. Riesenslalom, 8. Super-G
- Morioka 1993: 4. Riesenslalom
- Sierra Nevada 1996: 2. Riesenslalom, 12. Slalom
- St. Anton 2001: 14. Riesenslalom

### Weltcupwertungen
| Saison    | Gesamt | Gesamt | Super-G | Super-G | Riesenslalom | Riesenslalom | Kombination | Kombination |
| Saison    | Platz  | Punkte | Platz   | Punkte  | Platz        | Punkte       | Platz       | Punkte      |
| --------- | ------ | ------ | ------- | ------- | ------------ | ------------ | ----------- | ----------- |
| 1988/89   | 46.    | 19     | 18.     | 6       | 14.          | 13           | –           | –           |
| 1989/90   | 36.    | 36     | 31.     | 3       | 11.          | 25           | 11.         | 8           |
| 1990/91   | 15.    | 70     | 23.     | 6       | 4.           | 64           | –           | –           |
| 1991/92   | 32.    | 292    | 6.      | 215     | 25.          | 77           | –           | –           |
| 1992/93   | 80.    | 69     | 54.     | 13      | 20.          | 56           | –           | –           |
| 1993/94   | 57.    | 110    | –       | –       | 20.          | 110          | –           | –           |
| 1994/95   | 26.    | 288    | –       | –       | 6.           | 268          | –           | –           |
| 1995/96   | 9.     | 601    | –       | –       | 2.           | 601          | –           | –           |
| 1996/97   | 40.    | 243    | –       | –       | 7.           | 243          | –           | –           |
| 1997/98   | 37.    | 277    | –       | –       | 6.           | 277          | –           | –           |
| 1998/99   | 139.   | 5      | –       | –       | 51.          | 5            | –           | –           |
| 1999/2000 | 59.    | 118    | –       | –       | 18.          | 118          | –           | –           |
| 2000/01   | 50.    | 144    | –       | –       | 17.          | 144          | –           | –           |

### Weltcupsiege
- 13 Podestplätze, davon 3 Siege:

| Datum             | Ort               | Land       | Disziplin    |
| ----------------- | ----------------- | ---------- | ------------ |
| 30. November 1989 | Waterville Valley | USA        | Riesenslalom |
| 6. Januar 1996    | Flachau           | Österreich | Riesenslalom |
| 9. März 1996      | Kvitfjell         | Norwegen   | Riesenslalom |

### Weitere Erfolge
- 2 Podestplätze im Europacup
- 3 Schweizer Meistertitel (Riesenslalom 1991, 1995, 1996)
- 11 Siege in FIS-Rennen (Ergebnisse erst ab der Saison 1994/95 verfügbar)